# 聖彼得羅島

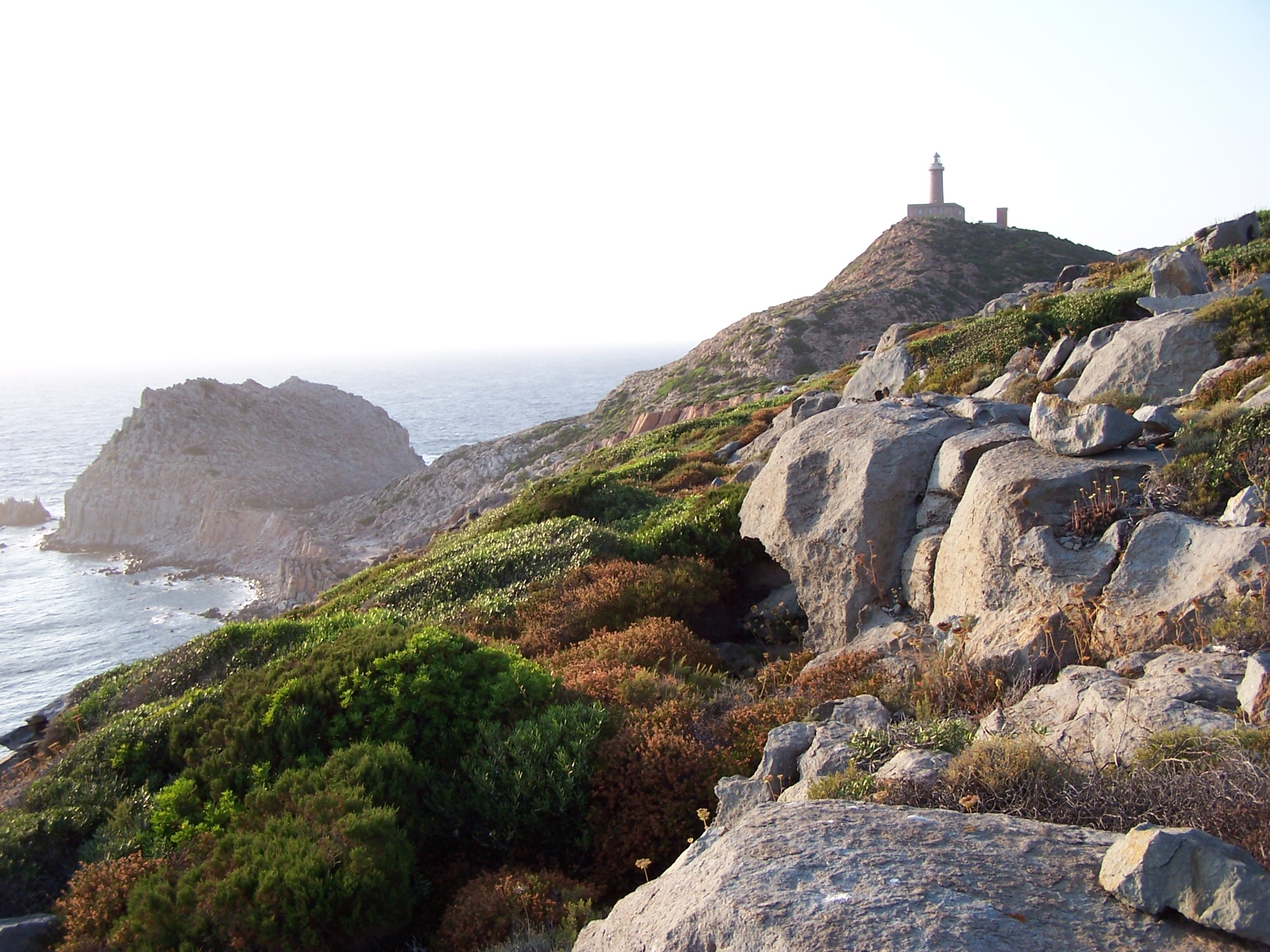

聖彼得羅島（義大利語：Isola di San Pietro）是意大利的島嶼，位於薩丁尼亞島西南部的地中海，由南撒丁省負責管轄，長10.7公里、寬8.3公里，面積53.9平方公里，海岸線面積18公里，最高海拔高度211米，2009年人口6,465。
39°08′44″N 8°18′21″E / 39.14556°N 8.30583°E